# 1420
سنة 1420 كانت سنة كبيسة تبدأ يوم الإثنين (الرابط يظهر نموذج التقويم الكامل للسنة) من التقويم اليولياني.

## الأحداث
- حصار سراي في الفترة ما بين يوليو وأغسطس.

## مواليد
- توماس دي توركيمادا
- جاك كيد
- جان فوكيه رسام فرنسي
- جورج بوديبراد
- طورسون بك مؤرخ عثماني

## وفيات
- الآيي بطرس.
- بياتريس من البرتغال.
- وونغيونغ ملكة جوسون.
- يوهان الثالث (بورغريف نورنبيرغ).